# Epomophorinae
Epomophorinae – podrodzina ssaków z rodziny rudawkowatych (Pteropodidae).

## Rozmieszczenie geograficzne
Podrodzina obejmuje gatunki występujące w Afryce i Azji.

## Podział systematyczny
Do podrodziny należą następujące plemiona:
- Scotonycterini Bergmans, 1997
- Eonycterini Almeida, Giannini & Simmmons, 2016
- Rousettini Andersen, 1912
- incertae sedis
  - Pilonycteris Nesi, Tsang, Simmons, McGowen & Rossiter, 2021 – jedynym przedstawicielem jest Pilonycteris celebensis (Andersen, 1907) – rudawiec sulaweski
- Stenonycterini Nesi, Kadjo, Pourrut, Leroy, Shongo, Cruaud & Hassanin, 2013
  - Stenonycteris Andersen, 1912 – jedynym przedstawicielem jest Stenonycteris lanosus (O. Thomas, 1906) – rudawiec długowłosy
- Myonycterini B. Lawrence & Novick, 1963
- Plerotini Bergmans, 1997
  - Plerotes Andersen, 1910 – rudawnica – jedynym przedstawicielem jest Plerotes anchietae (de Seabra, 1900) – rudawnica afrykańska
- Epomophorini J.E. Gray, 1866